# Ștefan Guleș
Ștefan Guleș (n. 19 iunie 1933, Pecica, Arad, România – d. 13 martie 2012, Arad, România) a fost un pictor român.
A absolvit Institutul de Arte Plastice „Nicolae Grigorescu” București, secția arte decorative, pictură monumentală, clasa prof. Ștefan Constantinescu, promoția 1959.

## Biografie și expoziții
Membru titular al UAP din România.
Participă la expoziții în țară:
Expoziția regională Hunedoara - Petroșani 1960;
Expoziția bienală republicană a tineretului 1960;
Expoziții Interegionale Timișoara 1962, 1963, 1964, 1965, 1966, 1967;
Expoziții județene Arad 1968-2007;
Expoziții personale 1974, 1983, 1985;
Expoziții colective ale filialei UAP în București, Baia Mare, Sibiu,Turnu Măgurele, etc.
Laureat al Festivalului Național Cântarea României, medalie, loc 1 profesioniști 1985 - Expoziții din cadrul Festivalului Primavara Aradeană, 1968-2007.
Participă la expoziții de artă plastică ale UAP peste hotare: Ungaria ,Iugoslavia 1972, 1974, 1977, 1981, 1983.
Profesor de desen la liceul pedagogic „Dimitrie Tichindeal” Arad și la Liceul Textil Arad.
Lucrări achiziționate de persoane particulare din Israel, Iugoslavia, Franța, Germania, Italia, SUA, Belgia, Coreea de Sud. Din 2000 până în 2007 participă la expoziții bienale de desen, anuale pictură, județene ale UAP filiala Arad.

## Lucrări și cronică
|  | Pictorul Ștefan Guleș în expoziția personală din galeriile Alfa Arad permite formularea unei judecăți cuprinzătoare asupra întregii sale activități artistice. În primul rând el se înfățișează ca pictor al naturii, situându-se în bună tradiție a peisagisticii românești, așa cum s-a dezvoltat ea de la Nicolae Grigorescu (1838 - 1907) la Alexandru Ciucurencu (1903 - 1977). Observarea naturii este doar punctul de pornire al unui demers mai complex care își află finalitatea în elaborarea unei imagini sintetice, epurate de detaliile nesemnificative purtând marca sensibilității artistului. Lucrurile se oferă ochiului acestui pictor numai sub însușirile lor de culoare. Spatiul, volumele materialitatea, atmosfera care alterează tonurile nu îl atrag. Datorită tratării formelor ca suprafețe colorate efectul pictural al acestor lucrări se contopește cu cel decorativ, un regim egal de lumină pe întreaga suprafață a tabloului conferă culori puritate și prospețime.Lirismul acestui pictor rezidă deci în modul de a vedea natura despovărată de orice impurități. Un sentiment tonic se degajă din aceste tablouri. Aceleași daruri ale ochiului ne oferă peisajele citadine ale lui Ștefan Guleș. Sub patina realizată de timp ochiul descoperă un univers al culorii intense. Sunt cele mai bune lucrări ale pictorului nostru care marchează aici un pas înnoitor. Culoarea a dobândit o subțirime de pastă și o suplețe care denotă o ușurință de exprimare și o rapiditate de execuție încântătoare. Reconstituirea în culoare a frumusețiilor orașului primește, sub penelul lui, valoarea unei restituții. Din aceeași dragoste pentru natură s-a născut un capitol bogat în această expoziție: florile. Chiar dacă în cazul acestora găsim ecouri din maniera consacrată a lui Ciucurencu (mai ales folosirea liniei în delimitarea formei), pictorul nostru știe să aștearnă pe pânză tonul prin care traduce propriile sale senzații. Galbenurile, verzurile, roșurile lui Guleș posedă o forță de iradiere și o intensitate care îi aparțin. Nimic mai onorant pentru un artist decât apartenența lui la o tradiție națională față de care el aduce aportul său inconfundabil. Este concluzia la care ne obligă expoziția personală a lui Ștefan Guleș. | — Horia Medeleanu |